# Nowy Klępsk
Nowy Klępsk (niem. Neu Klemzig) – przysiółek wsi Klępsk, zlokalizowany w zachodniej Polsce, w województwie lubuskim, w powiecie zielonogórskim, w gminie Sulechów i sołectwie Klępsk, około 12 km od Sulechowa, przy linii kolejowej nr 358 Zbąszynek – Guben (bez przystanku). Zamieszkiwany przez 10 osób (stan na 30 czerwca 2025). W latach 1975–1998 usytuowany w województwie zielonogórskim.